# Campeonato Mundial de Esgrima de 1959
El XXIX Campeonato Mundial de Esgrima se celebró en Budapest (Hungría) entre el 12 y el 25 de julio de 1959 bajo la organización de la Federación Internacional de Esgrima (FIE) y la Federación Húngara de Esgrima.

## Medallistas

### Masculino
| Evento              | Oro | Plata | Bronce                                                                                                   |
| ------------------- | --- | --- | --- |
| Florete individual  | Allan Jay Reino Unido                                                                                                 | Claude Netter Francia                                                                                              | Mark Midler URSS                                                                                         |
| Florete por equipos | Mark Midler Yuri Rudov Yuri Sisikin Guerman Sveshnikov Viktor Zhdanovich URSS                                         | Jürgen Brecht Timothäus Gerresheim Dieter Schmitt Jürgen Theuerkauff Manfred Urschel RFA                           | Ferenc Czvikovszky · Mihály Fülöp · József Gyuricza · Jenő Kamuti · Kazmer Pacsery · Csaba Pap · Hungría |
| Espada individual   | Bruno Jabarov URSS | Allan Jay Reino Unido                                                                                              | Giuseppe Delfino · Italia                                                                                |
| Espada por equipos  | Árpád Bárány · Tamás Gábor · István Kausz · József Sákovics · Hungría                                                 | Arnold Chernushevich Valentin Chernikov Bruno Jabarov Vitali Chodosovski Guram Kostava URSS                        | Claude Bourquard Claude Brodin Jacques Guittet Gérard Lefranc René Queyroux Francia                      |
| Sable individual    | Rudolf Kárpáti · Hungría                                                                                              | Tamás Mendelényi · Hungría                                                                                         | Jerzy Pawłowski · Polonia                                                                                |
| Sable por equipos   | Emil Ochyra · Jerzy Pawłowski · Andrzej Piątkowski · Włodzimierz Wójcicki · Wojciech Zabłocki · Ryszard Zub · Polonia | Gábor Delneky · Aladár Gerevich · Zoltán Horváth · Rudolf Kárpáti · Tamás Mendelényi · József Szerencsés · Hungría | Yevgueni Cherepovski Lev Kuznetsov Umiar Mavlijanov Yakov Rylski David Tyshler URSS                      |

### Femenino
| Evento              | Oro                                                                                         | Plata                                                                                      | Bronce                                                 |
| ------------------- | ------------------------------------------------------------------------------------------- | ------------------------------------------------------------------------------------------ | ------------------------------------------------------ |
| Florete individual  | Emma Yefimova URSS                                                                          | Galina Gorojova URSS                                                                       | Tatiana Petrenko URSS                                  |
| Florete por equipos | Katalin Juhász · Magdolna Kovács · Ildikó Rejtő · Lídia Dömölky · Györgyi Székely · Hungría | Galina Gorojova Emma Yefimova Tatiana Petrenko Valentina Prudskova Alexandra Zabelina URSS | Helmi Höhle Helga Mees Heidi Schmid Rosemarie Weiß RFA |

## Medallero
| Núm. | País        | Oro | Plata | Bronce | Total |
| ---- | ----------- | --- | ----- | ------ | ----- |
| 1    | URSS        | 3   | 3     | 3      | 9     |
| 2    | Hungría     | 3   | 2     | 1      | 6     |
| 3    | Reino Unido | 1   | 1     | 0      | 2     |
| 4    | Polonia     | 1   | 0     | 1      | 2     |
| 5    | RFA         | 0   | 1     | 1      | 2     |
| 5    | Francia     | 0   | 1     | 1      | 2     |
| 7    | Italia      | 0   | 0     | 1      | 1     |
|      | TOTAL       | 8   | 8     | 8      | 24    |